# Ґленн Гідлі
Ґленн Е́ймі Гі́длі (англ. Glenne Aimée Headly; 13 березня 1955 — 8 червня 2017) — американська театральна, телевізійна та кіноакторка, відома ролями у фільмах «Відчайдушні шахраї» (1988), «Дік Трейсі» (1990), «Опус містера Голланда» (1995, англ. Mr. Holland's Opus) та інших. Дворазова номінантка премії «Еммі» (1989, 1997); володарка кількох премій «Театральний світ» (англ. Theatre World Award) та чотирьох театральних премій Джозефа Джефферсона (англ. Joseph Jefferson Award).

## Життєпис
Після її смерті 8 червня 2017 року вийшли дві кінороботи за участі акторки — фільми «Сфера» та «Все тільки починається». 
Також Ґленн Гідлі знялася у 5 епізодах серіалу 2017 року «Людина майбутнього», а в наступних 8 епізодах першого сезону продюсери вирішили використати вже відзняті матеріали з нею, не запрошуючи іншу акторку на роль матері головного героя.

## Фільмографія
| Роки      | Назва                               | Оригінальна назва                    | Роль                   | Примітки                  |
| --------- | ----------------------------------- | ------------------------------------ | ---------------------- | ------------------------- |
| 2018      |                                     | Making Babies                        | Пташка                 |                           |
| 2017      | Усе тільки починається              | Just Getting Started                 | Маргаріта              |                           |
| 2017      | Людина майбутнього                  | Future Man                           | Діана Майбутченко      | серіал, 5 (13) епізодів   |
| 2017      | Сфера                               | The Circle                           | Бонні                  |                           |
| 2016      | Дивна погода                        | Strange Weather                      | Мері Лу Гілі           |                           |
| 2016      | Одного разу вночі                   | The Night Of                         | Елісон Кроу            | мінісеріал, 3 епізоди     |
| 2015      |                                     | Merry Xmas                           | Сара                   | короткометражка           |
| 2015      |                                     | Dial a Prayer                        | Мері                   |                           |
| 2013      |                                     | The League                           | Глорія                 | серіал, 1 епізод          |
| 2013      | Пристрасті Дон Жуана                | Don Jon                              | Анджела                |                           |
| 2012      | Парки та зони відпочинку            | Parks and Recreation                 | Джулія Ваєтт           | серіал, 1 епізод          |
| 2012      |                                     | Pound Puppies                        | панна Петунія (голос)  | мультсеріал, 1 епізод     |
| 2012      | Ясновидець                          | Psych                                | Грейс Ларсен           | серіал, 1 епізод          |
| 2009      | Сімейка Джонсів                     | The Joneses                          | Саммер Саймондс        |                           |
| 2008      | CSI: Місце злочину                  | CSI: Crime Scene Investigation       | Вівіана Конвей         | серіал, 1 епізод          |
| 2008      | Кіт Кіттрідж: Американська дівчинка | Kit Kittredge: An American Girl      | пані Говард            |                           |
| 2008      | Анатомія Грей                       | Grey's Anatomy                       | Елізабет Арчер         | серіал, 1 епізод          |
| 2006      |                                     | Raising Flagg                        | Енн Марі Перді         |                           |
| 2006      | Тезки                               | The Namesake                         | Лідія                  |                           |
| 2006      |                                     | Comeback Season                      | Дебора Пірс            |                           |
| 2003—2006 | Монк                                | Monk                                 | Карен Стоттлмеєр       | серіал, 4 епізоди         |
| 2005      | Закон і порядок: Спеціальний корпус | Law & Order: Special Victims Unit    | адвокатка Сімона Брайс | серіал, 1 епізод          |
| 2005      | Аматори                             | The Amateurs / The Moguls            | Гелен Тательбаум       |                           |
| 2004      | Чокнуті                             | Around the Bend                      | Катріна                |                           |
| 2004      | Божевільні похорони                 | Eulogy                               | Саманта                |                           |
| 2004      | Зірка сцени                         | Confessions of a Teenage Drama Queen | Карен                  |                           |
| 2004      |                                     | The Guardian                         | Анна Джоплін           | серіал, 1 епізод          |
| 2002      |                                     | The Burbs                            |                        | телефільм                 |
| 2002      |                                     | Women vs. Men                        | Бріта                  | телефільм                 |
| 2002      | Невгамовні                          | Rugrats                              | д-р Кеті               | мультсеріал, 1 епізод     |
| 2001      | Що могло бути гірше?                | What's the Worst That Could Happen?  | Глорія Сіделл          |                           |
| 2001      | На Золотому ставі                   | On Golden Pond                       | Челсі Теєр Вайн        | телефільм                 |
| 2001      | Бартлбі                             | Bartleby                             | Вівіан                 |                           |
| 2001      | Дівчата у великому місті            | A Girl Thing                         | Гелен Маккормак        | телефільм                 |
| 2001      |                                     | The Fugitive                         | Рене Чарнквіст         | серіал, 1 епізод          |
| 2000      |                                     | The Sandy Bottom Orchestra           | Інгрід Грін            | телефільм                 |
| 2000      |                                     | Timecode                             | терапевтка             |                           |
| 2000      |                                     | Pepper Ann                           | Беккі Літтл (голос)    | мультсеріал, 1 епізод     |
| 1998—1999 |                                     | Encore! Encore!                      | Франческа Піноні       | серіал, 12 епізодів       |
| 1999      |                                     | The Darkest Day                      | Кейтлін                | телефільм                 |
| 1999      |                                     | Breakfast of Champions               | Френсін Пефко          | телефільм                 |
| 1998      |                                     | My Own Country                       | Вікі Теллі             |                           |
| 1998      | Бейб: Поросятко у місті             | Babe: Pig in the City                | Зуті (голос)           |                           |
| 1998      |                                     | Winchell                             | Даллас Вейн            | телефільм                 |
| 1998      | Цілком таємно: Боротьба за майбутнє | The X-Files: Fight the Future        | барвумен               |                           |
| 1998      |                                     | Recess                               | панна Селімоні (голос) | мультсеріал, 1 епізод     |
| 1997      |                                     | Pronto                               | Джойс Петтон           |                           |
| 1996—1997 | Швидка допомога                     | ER                                   | д-рка Еббі Кітон       | серіал, 9 епізодів        |
| 1996      | Два дні в долині                    | 2 Days in the Valley                 | Сьюзен Періш           |                           |
| 1996      | Виродок з Кароліни                  | Bastard Out of Carolina              | Рут                    |                           |
| 1996      | Сержант Білко                       | Sgt. Bilko                           | Ріта Роббінс           |                           |
| 1995      | Опус містера Голланда               | Mr. Holland's Opus                   | Айріс Голланд          |                           |
| 1995      | Фрейзер                             | Frasier                              | Гретхен (голос)        | серіал, 9 епізодів        |
| 1994      |                                     | Getting Even with Dad                | Тереза                 |                           |
| 1993      |                                     | Ordinary Magic                       | Шарлотта               |                           |
| 1993      |                                     | And the Band Played On               | д-рка Мері Гвінан      | телефільм                 |
| 1993      |                                     | Hotel Room                           | Дарлін                 | мінісеріал, 1 епізод      |
| 1991      |                                     | Grand Isle                           | Адель Рейтінгнолл      |                           |
| 1991      |                                     | Mortal Thoughts                      | Джойс Урбанскі         |                           |
| 1990      | Дік Трейсі                          | Dick Tracy                           | Тес Тругарт            |                           |
| 1989      |                                     | Lonesome Dove                        | Ельміра Бут Джонсон    | мінісеріал, 3 (4) епізоди |
| 1988      | Неприторенні шахраї                 | Dirty Rotten Scoundrels              | Джанет Колгейт         |                           |
| 1988      |                                     | Paperhouse                           | Кейт Медден            |                           |
| 1988      |                                     | Stars and Bars                       | Кора Ґейґ              |                           |
| 1987      |                                     | Santabear's High Flying Adventure    | озвучення              | короткометражка           |
| 1987      | Надін                               | Nadine                               | Рене Ломакс            |                           |
| 1987      | Як створити ідеал                   | Making Mr. Right                     | Тріш                   |                           |
| 1986      |                                     | Seize the Day                        | Олів                   |                           |
| 1985      | Елені                               | Eleni                                | Джоан Ґейґ             |                           |
| 1985      | Пурпурова троянда Каїра             | The Purple Rose of Cairo             |                        |                           |
| 1985      |                                     | Fandango                             | Треліс                 |                           |
| 1983      |                                     | Doctor Detroit                       | панна Деббілайк        |                           |
| 1983      |                                     | Say Goodnight, Gracie                |                        | телефільм                 |
| 1981      |                                     | Four Friends                         | Лола                   |                           |
| 1972      |                                     | Bowery Dawn                          | Керол                  | короткометражка           |